# Caroline Proulx
Pour les articles homonymes, voir Proulx.
Caroline Proulx, née le 26 juin 1966 à Saint-Jean-de-Matha, est une femme politique québécoise et une animatrice et communicatrice dans les médias québécois. 
Elle est députée de la circonscription de Berthier à l'Assemblée nationale du Québec depuis les élections générales du 1er octobre 2018. Le 18 octobre 2018, elle est nommée ministre du Tourisme dans le premier gouvernement Legault. Elle agit comme ministre responsable de la région de Lanaudière depuis le 20 août 2020. De 2021 à 2022, elle est la ministre responsable de la région du Bas-Saint-Laurent.
Réélue lors des élections générales québécoises de 2022, elle est reconduite dans ses fonctions de ministre du Tourisme et ministre responsable de la région de Lanaudière.

## Biographie
Née le 26 juin 1966, Caroline Proulx est la fille de Jacques Proulx et la nièce de Gilles Proulx. Elle était animatrice de télévision à LCN.
En novembre 2014, elle publie, aux éditions La Semaine, le livre de croissance personnelle « 100 jours pour le bonheur ».

### Carrière politique
En avril 2018, elle décide de faire le saut en politique provinciale en se présentant comme candidate de la Coalition avenir Québec dans la circonscription de Berthier dans la région de Lanaudière. Lors des élections du 1er octobre 2018, elle est élue députée à l'Assemblée nationale du Québec de cette circonscription et son parti obtient un gouvernement majoritaire. Le 18 octobre suivant, elle est nommée ministre du Tourisme dans le gouvernement Legault.
Le 20 août 2020, elle se voit ajouter la fonction de ministre responsable de la région de Lanaudière et le 5 mai 2021 celle de ministre responsable de la région du Bas-Saint-Laurent.
Au cours de son premier mandat, elle fait adopter les lois n° 15, Loi sur la Société de développement et de mise en valeur du Parc olympique et n° 100, Loi sur l’hébergement touristique. 
À l'automne 2020, elle annonce la décision du gouvernement du Québec de ne plus financer la Coupe du monde du soccer à Montréal, en raison de la hausse des coûts. Le retrait de la ville de Montréal est confirmé le 6 juillet 2021.
En février 2021, elle lance le tout premier Plan d'action pour un tourisme responsable et durable, qui vise à renforcer la position du Québec comme l'un des chefs de file mondiaux des destinations touristiques dont les actions sont axées sur le développement durable[réf. souhaitée]. 
Réélue lors des élections du 3 octobre 2022, elle conserve lors du dévoilement du nouveau conseil des ministres, ses fonctions de ministre du Tourisme et ministre responsable de la région de Lanaudière.
Lors de son second mandat, elle fait adopter la loi n° 25, Loi visant à lutter contre l’hébergement touristique illégal. Cette loi impose aux plateformes de nouvelles responsabilités afin de garantir leur conformité à la Loi, notamment en veillant à la vérification des informations inscrites par l'exploitant d'un établissement d'hébergement touristique sur ces dernières et ainsi s'assurer de la légalité et de la conformité des annonces qu'elles diffusent[réf. souhaitée]. 
Le 5 février 2024, après près de 30 ans de débats et d'attente, elle annonce le remplacement du toit et de l'anneau technique du Stade olympique de Montréal, au coût de 870 millions de dollars. 

## Résultats électoraux
|                                                                                               | Nom                        | Parti            | Nombre de voix | %      | Maj.   |
| --------------------------------------------------------------------------------------------- | -------------------------- | ---------------- | -------------- | ------ | ------ |
|                                                                                               | Caroline Proulx (sortante) | Coalition avenir | 21 256         | 51 %   | 12 574 |
|                                                                                               | Julie Boucher              | Parti québécois  | 8 682          | 20,8 % | -      |
|                                                                                               | Amélie Drainville          | Québec solidaire | 5 877          | 14,1 % | -      |
|                                                                                               | Benoit Primeau             | Conservateur     | 4 585          | 11 %   | -      |
|                                                                                               | Hassan Abdallah            | Libéral          | 1 064          | 2,6 %  | -      |
|                                                                                               | Claire Aubin               | Climat Québec    | 242            | 0,6 %  | -      |
| Total                                                                                         | Total                      | Total            | 41 706         | 100 %  |        |
| Le taux de participation lors de l'élection était de 67,9 % et 613 bulletins ont été rejetés. |                            |                  |                |        |        |

|                                                                                               | Nom                        | Parti               | Nombre de voix | %      | Maj.  |
| --------------------------------------------------------------------------------------------- | -------------------------- | ------------------- | -------------- | ------ | ----- |
|                                                                                               | Caroline Proulx            | Coalition avenir    | 18 048         | 45,1 % | 6 481 |
|                                                                                               | André Villeneuve (sortant) | Parti québécois     | 11 567         | 28,9 % | -     |
|                                                                                               | Louise Beaudry             | Québec solidaire    | 6 169          | 15,4 % | -     |
|                                                                                               | Robert Magnan              | Libéral             | 3 052          | 7,6 %  | -     |
|                                                                                               | Jérôme St-Jean             | Vert                | 687            | 1,7 %  | -     |
|                                                                                               | Rémi Bourdon               | Citoyens au pouvoir | 467            | 1,2 %  | -     |
| Total                                                                                         | Total                      | Total               | 39 990         | 100 %  |       |
| Le taux de participation lors de l'élection était de 69,8 % et 752 bulletins ont été rejetés. |                            |                     |                |        |       |